# Nephrotoma nigrohalterata
Nephrotoma nigrohalterata är en tvåvingeart som beskrevs av Edwards 1928. Nephrotoma nigrohalterata ingår i släktet Nephrotoma och familjen storharkrankar. Inga underarter finns listade i Catalogue of Life.